# Setodes vartianorum
Setodes vartianorum là một loài Trichoptera trong họ Leptoceridae. Chúng phân bố ở vùng Indomalaya.